# انداق
انداق، روستایی از توابع بخش مرکزی شهرستان تاکستان در استان قزوین ایران است.

## جمعیت
این روستا در دهستان قاقازان غربی قرار دارد و براساس سرشماری مرکز آمار ایران در سال ۱۳۸۵، جمعیت آن ۱٬۰۲۴ نفر (۲۴۲خانوار) بوده‌است.